# حنا مسمار
حنا مسمار (1898-1988) هو فنان تشكيلي فلسطيني، ولد في الناصرة درس في مدرسة شنلر الألمانية في القدس عام 1920، ثم سافر إلى ميونيخ ليتعلم فن الخزف وكان أول دارس أكاديمي في ألمانيا عام 1921.

## سيرته
تنقل حنا سعيد حاج مسمار بين فلسطين ولبنان وسوريا إلى أن استقر بالناصرة في جبل سيخ وفتح معمله "فاخورة آل مسمار" للخزف والفخاريات عام 1925، بعد نكبة 1948عاش حنا صراعات مطولة مع سلطات الاحتلال الإسرائيلي وصلت إلى مصادرة أرضه عام 1959، فقام بتسخير فنه في التعبير عن معاناة الشعب الفلسطيني حيث نحت الصلصال على شكل وجوه ومجسمات حملت أسماء حقيقية لأهالي وسكان الأماكن المهجرة، كما عمل على نقل مهنة صناعة الخزف لأولاده وأحفاده واستمروا فيها حتى يومنا هذا.